# Luís Carlos Arutin
Luís Carlos Arutin (Barretos, 19 de janeiro de 1933 – Rio de Janeiro, 8 de janeiro de 1996) foi um ator brasileiro. Reconhecido por suas atuações no teatro e na televisão, ficou conhecido por seu trabalho em Os Imigrantes (que lhe rendeu o Prêmio APCA de Melhor Ator de Televisão), A Gata Comeu e Renascer. 

## Biografia
O ator nasceu na cidade de Barretos, interior de São Paulo, e era filho de mãe italiana e pai sírio. Começou como ator na sua cidade natal e depois foi para São Paulo, onde cursou a Escola de Arte Dramática da USP.

## Carreira
Iniciou sua carreira em peças de teatro, tornando-se um dos comandantes do Teatro de Arena, junto com Augusto Boal. Aos poucos, foi construindo uma sólida carreira nos palcos, sendo conhecido por peças aclamadas e foi consagrado, em 1978, com o Prêmio Molière  e o Prêmio APCA de Melhor Ator de Teatro, por sua brilhante atuação na peça Os Inocentes.
Na televisão, sua primeira oportunidade foi no capítulo inicial da telenovela Vitória Bonelli, escrita por Geraldo Vietri. Seguiram-se grandes personagens, como Youssef de Os Imigrantes, onde recebeu Prêmio APCA de melhor ator de televisão. Oscar de A Gata Comeu, o técnico de futebol Bepe de Vereda Tropical, ambas na TV Globo. Também brilhou como o bom e polêmico jornalista Augusto de Sinhá Moça, João Semana em As Pupilas do Senhor Reitor, no SBT, e o consagrado libanês Rachid da novela Renascer, cuja atuação teve repercussão nacional. Sua última telenovela foi A Idade da Loba, na Bandeirantes.

## Morte
Na madrugada de 8 de janeiro de 1996, ocorreu um incêndio no apartamento do ator, localizado em Jacarepaguá, zona oeste do Rio de Janeiro, por conta de uma vela acesa na residência. No momento do acidente, Luis Carlos pediu para que a família saísse do apartamento para que ele tentasse apagar o fogo. Ele acabou desmaiando devido a fumaça. Foi socorrido mas faleceu no caminho do hospital vítima de asfixia.

## Filmografia

### Televisão
| Ano       | Título                           | Personagem                | Notas                      |
| --------- | -------------------------------- | ------------------------- | -------------------------- |
| 1971-1972 | Meu Pedacinho de Chão            | Nagibe                    |                            |
| 1972-1973 | Vitória Bonelli                  | Sanches                   |                            |
| 1980      | A Deusa Vencida                  | Amarante                  |                            |
| 1981-1982 | Os Imigrantes                    | Youssef Assad             |                            |
| 1982      | Os Imigrantes - Terceira Geração | Orlando                   |                            |
| 1982-1983 | Campeão                          | Youssef Assad             |                            |
| 1983-1984 | Champagne                        | Camilo                    |                            |
| 1984-1985 | Vereda Tropical                  | Bepe                      |                            |
| 1985      | A Gata Comeu                     | Oscar                     |                            |
| 1985      | Tenda dos Milagres               | Bonfanti                  |                            |
| 1986      | Cambalacho                       | Investigador Paulo Gaspar |                            |
| 1986      | Sinhá Moça                       | Augusto                   |                            |
| 1987      | Corpo Santo                      | Pimentel                  |                            |
| 1987-1988 | Carmem                           | Vidigal                   |                            |
| 1988-1989 | Vida Nova                        | Michel                    |                            |
| 1989-1990 | Tieta                            | Fiscal de Trens           | Participação Especial      |
| 1989-1990 | Top Model                        | Silas                     |                            |
| 1993      | Renascer                         | Rachid                    |                            |
| 1994      | Memorial de Maria Moura          | Tonico                    |                            |
| 1994      | Você Decide                      | —                         | Episódio: "Garoto de Ouro" |
| 1994-1995 | As Pupilas do Senhor Reitor      | André                     |                            |
| 1995-1996 | A Idade da Loba                  | Doutor João Semana        |                            |
| 1996      | Você Decide                      | —                         | Episódio: "O Filho da Mãe" |

### Cinema
| Ano  | Título                                     | Personagem     |
| ---- | ------------------------------------------ | -------------- |
| 1994 | Menino Maluquinho - O Filme                | Vô Passarinho  |
| 1986 | Sonho Sem Fim                              | Exibidor       |
| 1983 | Flor do Desejo                             | Manoel         |
| 1973 | O Pica-pau Amarelo                         | Tom Mix        |
| 1973 | O Detetive Bolacha Contra o Gênio do Crime | Gênio do Crime |

## Teatro
| Ano  | Título                               | Ref.  |
| ---- | ------------------------------------ | ----- |
| 1965 | Na Vila de Vitória                   | [ 5 ] |
| 1965 | A Falecida                           | [ 5 ] |
| 1967 | Escola de Mulheres                   | [ 5 ] |
| 1968 | Este Ovo É um Galo                   | [ 5 ] |
| 1968 | Animália                             | [ 5 ] |
| 1968 | A Receita                            | [ 5 ] |
| 1968 | A Lua Muito Pequena                  | [ 5 ] |
| 1968 | A Caminhada Perigosa                 | [ 5 ] |
| 1968 | O Sr. Doutor                         | [ 5 ] |
| 1968 | O Líder                              | [ 5 ] |
| 1968 | Macbird                              | [ 5 ] |
| 1969 | Os Monstros                          | [ 5 ] |
| 1969 | A Comédia Atômica                    | [ 5 ] |
| 1969 | Arena Conta Tiradentes               | [ 5 ] |
| 1970 | Um, Dois, Três de Oliveira Quatro    | [ 5 ] |
| 1970 | O Bravo Soldado Schweik              | [ 5 ] |
| 1970 | A Resistível Ascensão de Arturo Ui   | [ 5 ] |
| 1971 | O Círculo de Giz Caucasiano          | [ 5 ] |
| 1971 | Doce América, Latino América         | [ 5 ] |
| 1981 | O Dia em que Raptaram o Papa         | [ 5 ] |
| 1987 | O Vison Voador                       | [ 5 ] |
| 1990 | A Estrela do Lar                     | [ 5 ] |
| 1995 | Exorbitâncias, uma Farândula Teatral | [ 5 ] |

## Prêmios e indicações
| Ano  | Associações                         | Categoria                | Nomeações                    | Resultado |
| ---- | ----------------------------------- | ------------------------ | ---------------------------- | --------- |
| 1978 | Prêmio APCA de Teatro               | Melhor Ator              | Os Inocentes                 | Venceu    |
| 1978 | Prêmio Molière                      | Melhor Ator              | Os Inocentes                 | Venceu    |
| 1982 | Prêmio APCA de Televisão            | Melhor Ator de Televisão | Os Imigrantes                | Venceu    |
| 1996 | Prêmio Guarani do Cinema Brasileiro | Melhor Ator Coadjuvante  | O Menino Maluquinho, o Filme | Indicado  |